# Список сеймов Великого княжества Литовского
В данном списке представлены все известные вальные сеймы Великого княжества литовского. Единого мнения о времени превращения совещаний монарха с сановниками в заседания общегосударственного представительного органа нет. В качестве первого вального сейма (conventio generalis или diaeta) Матвей Любавский выделял виленский сейм 1401 года, на котором решался вопрос об унии с Польшей. Современная краковская исследовательница Лидия Корчак полагает таковым витебский съезд 1433 года, на котором князья, паны, рыцарство и мещане составили папе римскому жалобу на великого князя Сигизмунда. Оскар Халецкий называл первыми вальными сеймами виленский съезд января 1446 года, обсуждавший вопрос о возможном избрании великого князя Казимира королём польским, и съезд 1452 года, речь на котором шла о проблеме сохранения Волыни в составе Великого княжества. И, наконец, Николай Максимейко считал первым сейм 1492 года, созванный для избрания великого князя. C образованием Речи Посполитой в 1569 году начал созываться общий для Королевства Польского и Великого княжества Литовского сейм, перечень сессий которого представлен в списке сеймов Речи Посполитой.
Знак вопроса (?) означает, что достоверность проведения сейма подвергается сомнению. Названия городов приводятся в близкой к исторической форме, принятой в историографии. Важнейшие сеймы снабжены комментариями мелким шрифтом. 

## XV век
- 1440, июнь. Вильна. Великим князем литовским избран Казимир Ягеллончик.
- 1446, январь. Вильна.
- 1446, сентябрь. Берестье.
- 1448, август. Новогородок.
- 1451, начало года. Вильна.
- 1451, конец года. Вильна.
- 1452. Вильна (?).
- 1453, май. Вильна. Вильна.
- 1454, апрель. Берестье.
- 1456, декабрь. Вильна.
- 1460, апрель. Берестье.
- 1461, апрель. Вильна (?).
- 1463. Вильна (?).
- 1466, начало года. Вильна.
- 1468, февраль. Вильна. Утверждён Судебник 1468 года.
- 1469, сентябрь. Городно.
- 1473, май. Вильна.
- 1475. Вильна.
- 1478, март. Берестье.
- 1492, июль. Вильна. Великим князем литовским избран Александр.
- 1493, ноябрь. Вильна.
- 1499, июль. Вильна.

## XVI век
- 1501, август. Городно.
- 1505, февраль—апрель. Берестье.
- 1506, октябрь. Вильна. Великим князем литовским избран Сигизмунд.
- 1506—1507, декабрь—январь. Мельник.
- 1507, февраль. Вильна.
- 1511, май—август. Берестье.
- 1512, январь. Вильна.
- 1514, февраль—март. Вильна.
- 1518—1519, 11 ноября — 3 января. Берестье.
- 1522, февраль—март. Городно.
- 1522, июнь—декабрь. Вильна.
- 1524, начало года. Вильна.
- 1524, конец года. Вильна.
- 1528—1529, апрель—февраль. Вильна.
- 1529, октябрь. Вильна. Великим князем литовским при жизни отца, Сигизмунда Старого, избран Сигизмунд II.
- 1534, 15 февраля — март. Вильна.
- 1536, апрель. Вильна.
- 1538, март. Вильна.
- 1540, июнь—июль. Вильна.
- 1542, сентябрь. Берестье.
- 1544, июнь—октябрь. Берестье. Сигизмунд Старый передал власть в Великом княжестве своему сыну, Сигизмунду II.
- 1547, январь—март. Вильна.
- 1551, 29 сентябрь — декабрь. Вильна.
- 1552, 11 ноября — декабрь. Вильна.
- 1554—1555, 11 ноября — январь. Вильна.
- 1559, август — октябрь. Вильна.
- 1561, февраль. Вильна.
- 1563, май — июнь. Вильна. Сигизмундом II издан Виленский привилей 1563 года.
- 1564, июнь—июль. Бельск. Сигизмундом II издан Бельский привилей 1564 года. 1 июля утверждён Статут 1566 года.
- 1564, ноябрь—декабрь. Менск.
- 1565, октябрь. Трабы.
- 1565—1566, 18 ноября — январь. Вильна.
- 1566, 28 апреля — август. Берестье.
- 1566—1567, 1 декабря — 6 января. Городно.
- 1567, апрель — ноябрь. Лебедево.
- 1568, 25 апреля — 12 июля. Городно.